# Tobiasz z archaniołem Rafałem
Tobiasz z archaniołem Rafałem (również Tobiasz z Aniołem) – obraz włoskiego malarza Antonia Pollaiuola oraz jego brata Piera.
Obraz przez wiele stuleci był zapomniany, a jego autorstwo błędnie przypisywane. Dopiero pod koniec XIX wieku został na nowo odkryty przez Gaetana Milanesiego w pałacu Tolomei na Via Ginori we Florencji. W 1865 został zakupiony przez barona de Garrioda dla Gallerii Sabauda w Turynie, gdzie znajduje się do dzisiaj.

## Geneza
Temat zilustrowanej historii został zaczerpnięty ze Starego Testamentu, z Księgi Tobiasza. Historia opowiada o wędrówce Tobiasza do miasta Medii w towarzystwie Archanioła Rafała. Wysłannik boży miał za zadanie uzdrowić ze ślepoty ojca Tobiasza i zeswatać go z Sarą opętaną przez demona. Wędrując razem, doszli do rzeki Tygrys, gdzie Tobiasz złowił rybę: 

Wtedy powiedział mu znowu anioł: "Rozpłataj tę rybę i wyjmij z niej żółć, serce i wątrobę, i zostaw je przy sobie, a wnętrzności odrzuć! Żółć bowiem, serce i wątroba jej są pożytecznym lekarstwem". (Tb 6:4-5)

 Po dotarciu do domu Sary dzięki sercu i wątrobie wypędzono demona z ciała Sary, a żółć uleczyła ślepotę ojca.      

## Opis obrazu
Obrazy z motywem wędrówki Archanioła i Tobiasza był często zamawiany przez kupców na pamiątkę pierwszych podróży ich synów w sprawach handlowych. Ponadto Archanioł Rafał był w Toskanii uważany za patrona pielgrzymów i osób chorych. Obie postacie namalowano we współczesnych artystom strojach florenckich. Młody Tobiasz ma na sobie strój podróżny i kapelusz na głowie. W lewej ręce niesie złowioną rybę, prawą trzyma ramię Archanioła Rafała. Wysłannik boży przedstawiony został ze wszystkimi atrybutami anioła: nad głową widoczna jest aureola, a z pleców wyrastają mu ogromne skrzydła. Dodatkowo w prawej dłoni widać szkatułkę z lekarstwami lub kadzielnicę. U dołu, po lewej stronie, idzie pies, również wspomniany w starotestamentowej opowieści. Jest on związany z postacią anioła, którego uważano za towarzysza dusz w wędrówce do świata zmarłych. Popularność motywu wiąże się z interpretacją legendy o podróży Tobiasza jako podróży inicjacyjnej oślepionej przez demona duszy i uratowanie jej poprzez boską interwencję. 
Tłem dla sceny jest toskański krajobraz, bardzo podobny do tego umieszczonego w innym dziele pt. Apollo i Dafne.